# پائولو وانچوپ
پائولو وانچوپ (اسپانیایی: Paulo Wanchope‎؛ زادهٔ ۳۱ ژوئیهٔ ۱۹۷۶) یک بازیکن فوتبال اهل کاستاریکا است.
وی همچنین در تیم ملی فوتبال کاستاریکا بازی کرده است.